# Ödet var min väg
Ödet var min väg är den första singeln från den svenska etnopopgruppen Nordmans album Anno 2005. Låten Ödet var min väg, musik av Mats Wester och text av Mats Wester och Danne Attlerud, slutade på nionde plats i den svenska Melodifestivalen 2005.

## Svensktoppen
Melodin testades på Svensktoppen, och gick in på åttonde plats den 24 april 2005  men besöket varade bara i en vecka innan låten var utslagen .

### Listplaceringar
| Lista (2005) | Topplacering |
| ------------ | ------------ |
| Sverige      | 10           |

### Hitlistan
Ödet var min väg gick upp på den svenska singellistan vecka 11, och lämnade den efter 11 veckor. Den låg som högst på tionde plats där.
| Position | 10 | 11 | 11 | 14 | 15 | 26 | 35 | 32 | 35 | 48 | 55 |